# Stenoleptura flavovittata
Stenoleptura flavovittata là một loài bọ cánh cứng trong họ Cerambycidae.